# Wong Jack-man
 (avril 2020).
Si vous disposez d'ouvrages ou d'articles de référence ou si vous connaissez des sites web de qualité traitant du thème abordé ici, merci de compléter l'article en donnant les références utiles à sa vérifiabilité et en les liant à la section « Notes et références ».
Dans ce nom chinois, le nom de famille, Wong, précède le nom personnel.
Wong Jack-man (黃澤民, Huáng Zémín ; né en 1941 à Hong Kong et mort en 2018) est un pratiquant d'arts martiaux chinois et un enseignant d'arts martiaux, mieux connu pour son duel martial qu'il aurait selon lui gagné mais dont d'autres témoignages attribuent la victoire à Bruce Lee. Leur combat s'est déroulé à Oakland, mais le résultat du match n'est pas certain et fait aujourd’hui encore polémique.
Wong a enseigné les styles tai chi chuan, xingyi quan et shaolin du Nord à San Francisco. En 2005, il a pris sa retraite après 45 ans d'enseignement. Son école continue avec son élève Rick Wing. Wong Jack-man fut un étudiant du grand maître Ma Kin Fung.